# Spike Edney
Philip „Spike” Edney (* 11. prosince 1951, Portsmouth, Anglie) je britský hudebník. Známý je především svým působením v rockové skupině Queen, se kterou spolupracuje od poloviny 80. let na postu klávesisty. Je přítelem Briana Maye (kytaristy skupiny), díky němuž ve skupině působí. Účinkoval s ním i ve skupině Brian May a později i ve znovuobnovené skupině Queen + Paul Rodgers (s novým zpěvákem místo zesnulého Freddieho Mercuryho) a od roku 2011 Queen + Adam Lambert.